# Криолитозона
Криолитозона — верхний слой земной коры с отрицательной температурой горных пород и возможным наличием подземных льдов, часть криосферы.

## Описание
Наиболее достоверно максимальная мощность криолитозоны (820 м) была установлена в конце 80-х г. на Андылахском газоконденсатном месторождении. С. А. Берковченко в пределах Вилюйской синеклизы проводил региональные работы — прямые температурные измерения в значительном количестве скважин, многие из которых не эксплуатировались более 10 лет (законсервированные «выстоявшиеся» поисково-разведочные скважины, заполненные сразу после бурения соляркой или раствором хлористого кальция, с восстановленным температурным режимом).
Криолитозона является, по всей вероятности, продуктом значительных плейстоценовых похолоданий климата в Северном полушарии.
Геоэкологические последствия нарушения теплового режима в криолитозоне
Геокриологические процессы и формы их проявления являются показателем интенсивности энергообмена над кровлей мерзлой толщи и в её верхних горизонтах (до глубины 10-20 м).
Антропогенный фактор (в первую очередь нарушение или полное уничтожение растительного покрова, перераспределение снежного покрова), как правило, усиливает энергообмен в создаваемых и существующих природно-технических системах, выводит многолетнемерзлые породы из динамического равновесия, складывающегося на разных этапах естественного развития. Следствием этого является активизация геокриологических процессов и их новообразование. Степень активизации зависит от теплового состояния мерзлых толщ, их состава и криогенного строения, от особенностей ландшафтной обстановки и характера техногенных воздействий.